# C/2013 F2 (Каталіна)
C/2013 F2 (Catalina) — одна з довгоперіодичних комет. Ця комета була відкрита 24 березня 2013 року; вона мала 18.1m на час відкриття.